# 6780 Borodin
A 6780 Borodin (ideiglenes jelöléssel 1990 ES3) a Naprendszer kisbolygóövében található aszteroida. Eric Walter Elst fedezte fel 1990. március 2-án.